# Шандрівський заказник (гідрологічний)
Ша́ндровський зака́зник — гідрологічний заказник місцевого значення в Україні. Розташований у межах Городоцького району Хмельницької області, на схід від села Іванківці. 
Шандровський заказник лежить у межах національного природного парку «Подільські Товтри». 
Площа 28 га. Статус надано згідно з рішенням облради від 17.12.1993 року № 3. Перебуває у віданні Кремінянської сільської ради. 
Статус надано з метою збереження мочарів у верхів'ях річки Шандрова (притока Збруча). Мочари простягаються вузькими смугами між складками довколишньої місцевості, які сходяться до головного русла річки з лівого по течії боку. В заростях водно-болотної рослинності, у верболозах знаходять собі притулок i захист дикі звірі та птахи. 